# Hesperantha hutchingsiae
Hesperantha hutchingsiae är en irisväxtart som beskrevs av Olive Mary Hilliard och Brian Laurence Burtt. Hesperantha hutchingsiae ingår i släktet Hesperantha och familjen irisväxter. Inga underarter finns listade i Catalogue of Life.